# 陶文勳
陶文勳（越南语：／；1860年—？年），越南阮朝官員。

## 生平
陶文勳是河靜省德壽府羅山縣盛果總盛果社（今屬河靜省德壽縣德松社盛果村）人，嗣德十三年（1860年）出生。維新三年（1909年），參加乂安場鄉試，考中舉人。次年（1910年），會試中格，庭試考中副榜。後任學部承辦。